# Eanwine z Nortumbrii
Eanwine z Nortumbrii, Arnuuini, Earnwine (zm. 740) – atheling anglosaskiego królestwa Nortumbrii.
Eanwine był synem Eadwulfa, króla Nortumbrii. Jako potomek królewski był potencjalnym kandydatem do objęcia władzy w królestwie, stanowił więc konkurencję dla króla Eadberta. W 740 roku na rozkaz Eadberta Eanwine został zamordowany. Prawdopodobny syn Eanwine, Eardwulf, został królem Nortumbrii w 796 roku.